# Pseudochazara tisiphone
Pseudochazara tisiphone is een vlinder uit de familie van de Nymphalidae, uit de onderfamilie van de Satyrinae. De soort is voor het eerst wetenschappelijk beschreven door John Brown in een publicatie uit 1980.
De voorvleugellengte bij het mannetje bedraagt 25 tot 29 millimeter en bij het vrouwtje 28 tot 29 millimeter.

## Verspreiding
De soort komt voor in Albanië en Griekenland.

## Habitat en vliegtijd
De vlinder vliegt van juni tot half september op droge rotshellingen met schaarse begroeiing tussen 500 en 2300 meter hoogte.